# Stelis ovatilabia
Stelis ovatilabia är en orkidéart som beskrevs av Rudolf Schlechter. Stelis ovatilabia ingår i släktet Stelis och familjen orkidéer. Inga underarter finns listade i Catalogue of Life.